# Пауло Обрадовић
Пауло Обрадовић (Дубровник, 9. март 1986) хрватски је ватерполиста. Игра на позицији крила.
Са репрезентацијом Хрватске је освојио бронзане медаље на светским првенствима 2009. у Риму и 2011. у Шангају и златну медаљу на Европском првентву 2010. у Загребу.